# 聖人のいる無原罪の御宿り
『聖人のいる無原罪の御宿り』（せいじんのいるむげんざいのおんやどり、英:Immaculate Conception with Saints）、または『キリストの顕現』（キリストのけんげん、伊:Incarnazione di Cristo）は、1485年から1505年の間にイタリアのルネサンス期の画家、ピエロ・ディ・コジモが制作した板上の油彩画である。イタリア、フィレンツェのウフィツィ美術館に収蔵されている。
本作は、フィレンツェのアヌンツィアータ教会のテバルディ礼拝堂のために制作され、1670年にレオポルド・デ・メディチ枢機卿によって取得された。 ウフィツィ美術館に移されたのは1804年である。
作品は、中央の光に照らされた位置にいる聖母マリアを示しており、鳩がマリアの頭部の上に浮かんでいる。鳩は聖霊を表しており、画面の光は主に聖霊から発せられている。マリアは福音書記者ヨハネ、フィリポ・ベニージ、アレクサンドリアの聖カタリナ（左にひざまずいている）、アンティオキアのマルガリータ（右にひざまずいている）、アントニヌスと聖ペテロの隣にいる。背景には典型的なピエロの風景があり、人間と獣の外観を持つ岩に特徴づけられる2つの丘があり、「キリストの降誕」、左側の「羊飼いへの告知」、右側の「エジプトへの逃避」その他の場面が描かれている。
聖母の台座には、キリストの顕現に関連する「受胎告知」の場面が描かれている。